# بیمارستان متفقین
بیمارستان متفقین (به انگلیسی: Allied Hospital) بیمارستانی در شهر فیصل‌آباد پاکستان است و دارای ۱۱۵۰ تخت است.